# Teglværksbroen

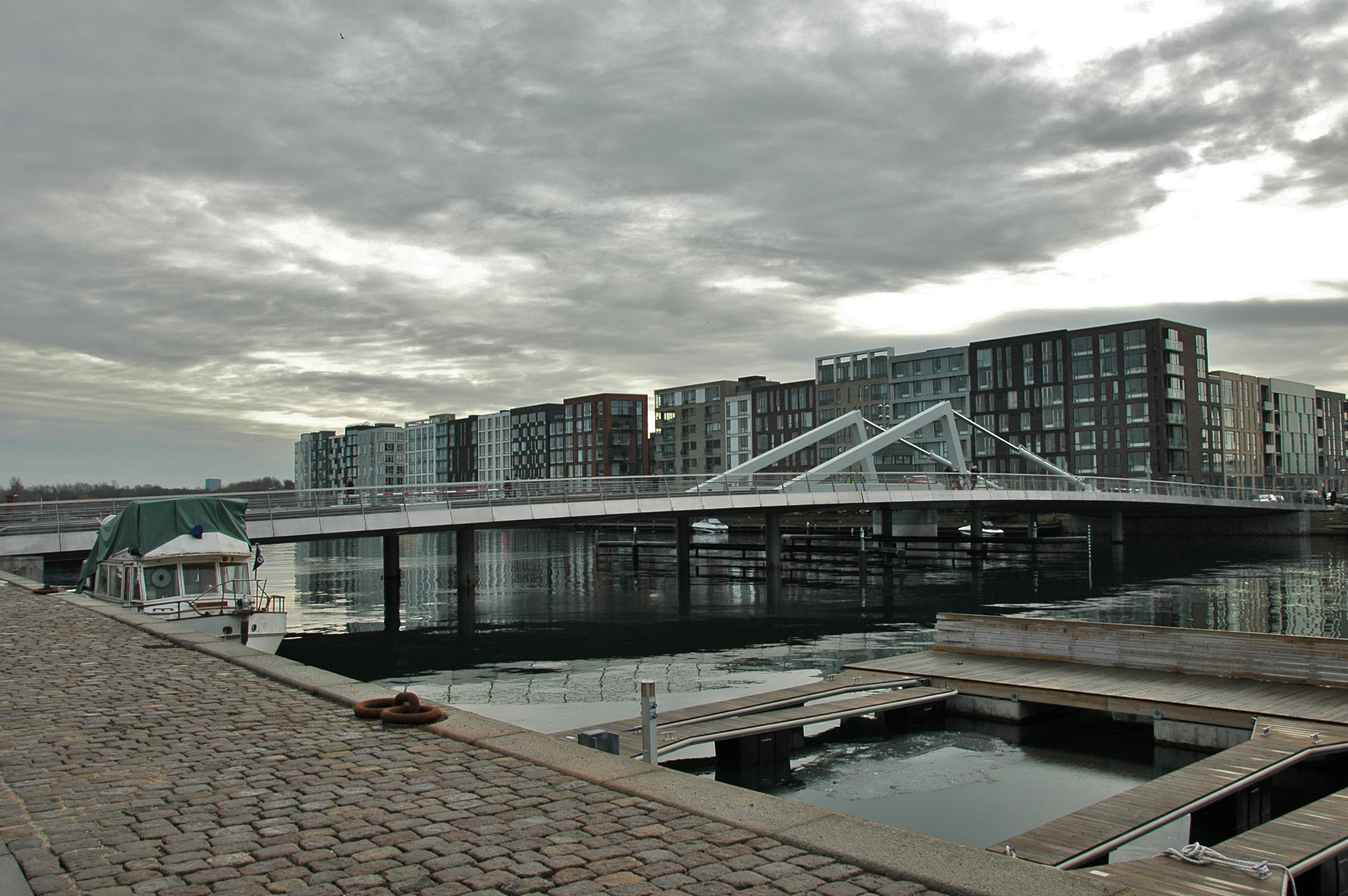
Teglværksbroen

Teglværksbroen (Ziegelwerkbrücke) ist eine Klappbrücke in Dänemark, die Sluseholmen mit Teglholmen im Südhafen von Kopenhagen verbindet.
Die 97 Meter lange und 20 Meter breite Brücke mit zwei Fahrspuren für Kraftfahrzeuge hat auf beiden Seiten Fahrradwege und Bürgersteige. Sie wurde am 22. Januar 2011 für den Verkehr freigegeben. Es ist die erste kombinierte Straßen-, Fußgänger- und Radwegbrücke, die die beiden Halbinseln Teglholmen mit Sluseholmen über den Teglværksløb (Kanal) verbindet. Sie ist von Bedeutung für die verbesserte Infrastruktur im Südhafen, zuvor war die Insel nur mit der etwas langen und unattraktiven Fahrtstrecke entlang der Sydhavnsgade erreichbar.
Die vom dänischen Architekturbüro Hvidt & Mølgaard konzipierte Brücke wurde in Polen in Einzelelementen 20 × 20 m vorgefertigt, per Schiff zum Bauort transportiert und dort zusammengefügt. Die Finanzierung erfolgte durch eine Zusammenarbeit zwischen der Stadt Kopenhagen und privaten Landbesitzern der Halbinseln. Die Baukosten wurden in Berichten mit ca. 67,2 Millionen dänische Kronen angegeben.